# نورينا هرتز
نورينا هرتز بالإنجليزية: (بالإنجليزية: Noreena Hertz)‏ ولدت في لندن في 24 سبتمبر 1967 وهي حفيدة لرجل دين يهودي بريطاني.

## حياتها
درست في جامعات لندن وبنسلفانيا وكمبريدج ونالت شهادة الكتوراه في الاقتصاد من جامعة كامبريدج. ذهبت بعد تخرجها إلى روسيا في بعثة البنك الدولي لتسهم في تأسيس سوق أوراق مالية هناك ولتقدم المشورة للحكومة الروسية في كلية «دجادج» لإدارة الأعمال والاقتصاد في جامعة كيمبردج. تنتمي إلى يسار الوسط وتعتبر خبيرة رائدة في اقتصاد العولمة.

## من مؤلفاتها
- العلاقات الاقتصادية الروسية في أعقاب الإصلاح 1997. (بالإنجليزية: Russian Business Relationships in the Wake of Reform)‏
- السيطرة الصامتة: الرأسمالية العالمية وموت الديمقراطية 2002. (بالإنجليزية: The Silent Takeove: Global Capitalism and the Death of Democrac)‏
- تهديد المديونية: كيف تدمر الديون العالم النامي؟ 2005. (بالإنجليزية: The Debt Threa: How Debt Is Destroying the Developing World)‏
- أنا مدين لك: تهديد الدين ولماذا علينا أن نبطله’ 2005. (بالإنجليزية: IOU: The Debt Threat and Why We Must Defuse I)‏
- السيطرة الصامتة: الرأسمالية الصامتة وموت الديموقراطية، ترجمة: صدقي حطاب ونشرت في سلسلة كتب عالم المعرفة.

## وصلات خارجية
مقابلة صحفية لهرتز